# Imad Hoballah
Imad Hoballah (arabisch عماد حب الله, DMG ʿImād Ḥubb Allāh; * um 1970) ist ein libanesischer Hochschullehrer. Von Januar bis August 2020 war er Industrieminister im Kabinett Diab.

## Leben und Wirken
Imad Hoballah unterrichtete an Universitäten in den Vereinigten Staaten (Syracuse University und Tulsa University) und war als Professor im Libanon an der Amerikanischen Universität Beirut (AUB), der Libanesisch-Amerikanischen Universität LAU und am Conservatoire national des arts et métiers (CNAM) in Paris tätig. Er war mehr als fünf Jahre CEO der Telecommunications Regulatory Authority (ART) im Libanon und mehr als acht Jahre Leiter des Bereichs Telekommunikationstechnologie. Seit dem 12. März 2017 war er Dekan der American University of Dubai.
Am 21. Januar 2020 wurde er, als Vertreter der schiitischen Bevölkerungsgruppe und auf Vorschlag der Hisbollah, zum Minister für Industrie im Kabinett von Hassan Diab ernannt.
Nach dem Rücktritt von Hassan Diab als Ministerpräsident am 10. August 2020 blieb der Minister bis zur Bildung eines neuen Kabinetts geschäftsführend im Amt.